# Alfa (missile)
Il programma Alfa lanciato negli anni settanta dall'Italia, verteva su di un missile balistico a medio raggio prodotto dall'Aeritalia e simile al Polaris A-3. Con una gittata di oltre 1.600 km , poteva potenzialmente colpire tutti i paesi del blocco orientale con una singola testata nucleare dal peso di 1 tonnellata.

## Storia del progetto

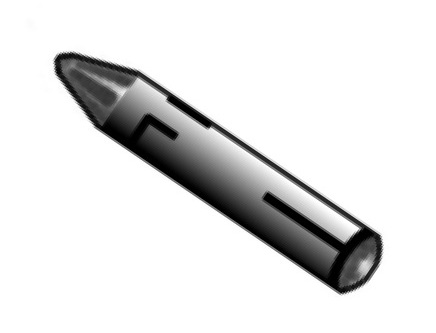
Il missile Aeritalia Alfa.

Il 28 novembre 1957 i governi francese, italiano e tedesco firmarono un accordo segreto per dotarsi di un deterrente nucleare comune. Tale accordo fu rigettato dal presidente francese Charles de Gaulle dopo la sua elezione, in quanto egli decise di dotare la Francia di un proprio arsenale nucleare indipendente.
Nei primi anni sessanta del XX secolo l'Italia si trovò circondata da nazioni che stavano perseguendo la costruzione di armi nucleari. La Jugoslavia e Romania avevano iniziato a sviluppare indipendentemente proprie armi atomiche, e collaboravano nella progettazione e nello sviluppo del nuovo cacciabombardiere Soko-IAR J-22 Orao destinato al loro utilizzo. Anche il governo della neutrale Svizzera aveva deciso, in data 23 dicembre 1958, di dotare le proprie forze armate di armi nucleari.
Nel 1957 la Marina Militare aveva iniziato i lavori di trasformazione dell'incrociatore leggero Giuseppe Garibaldi. in nave lanciamissili. Durante i lavori di trasformazione eseguiti presso l'Arsenale di La Spezia venne deciso di installare, in una apposita tuga poppiera, quattro pozzi di lancio per missili balistici Polaris A-3 dotati di testata nucleare. Tale installazione di armi nucleari su nave di superficie rientrava in un concetto operativo NATO di nuova ideazione. L'incrociatore lanciamissili Garibaldi rientrò in squadra nel corso del 1961, iniziando le prove di collaudo dei pozzi cui seguirono lanci di collaudo di simulacri inerti e di simulacri autopropulsi, sia con nave ferma che in navigazione. Il primo lancio di un simulacro di missile balistico fu eseguito il 31 agosto 1963 nel golfo di La Spezia. Anche se le prove eseguite diedero tutte esito positivo, i missili non vennero mai forniti dal governo americano, poiché motivi politici ne impedirono la prevista cessione. 
Il 5 gennaio 1963 il governo americano, in base agli accordi successivi alla crisi di Cuba raggiunti con l'Unione Sovietica, decise di ritirare i missili balistici a medio raggio PGM-19 Jupiter dal territorio italiano e turco. Tale decisione venne successivamente approvata dal governo italiano, e la 36ª Aerobrigata Interdizione Strategica fu disattivata il 1º aprile 1963, per essere sciolta ufficialmente il 21 giugno dello stesso anno. In alternativa al PGM-19 Jupiter il governo italiano decise di sviluppare un proprio programma nucleare.
Nel dicembre 1964 il generale Paolo Moci chiese l'autorizzazione all'allora Capo di Stato Maggiore della Difesa, generale Aldo Rossi, per avviare la realizzazione di un deterrente nucleare nazionale. Il generale Rossi diede la sua autorizzazione di massima, raccomandando che su tale iniziativa fosse mantenuto il più rigoroso segreto. Il generale Moci ebbe numerosi colloqui con il massimo esperto missilistico italiano dell'epoca, il professor Luigi Broglio, che aveva lanciato numerosi satelliti dalla base equatoriale di Mombasa. Da tali colloqui scaturì, considerate le possibilità economiche della nazione, l'idea di costruire un missile con una gittata di 3 000 km, avente quindi la possibilità di colpire tutta l'Europa e l'Africa del nord, armato con una testata nucleare di 2,5 kg di plutonio. La prevista realizzazione di 100 missili avrebbe avuto un costo pari a quello della messa in linea dei nuovi cacciabombardieri Lockheed F-104G Starfighter.
In quel momento il governo statunitense stava dando un'alta priorità alla non proliferazione nucleare, e spingeva per arrivare alla firma di un trattato internazionale. L'Unione Sovietica fece dell'eliminazione della Multilateral Force nucleare NATO una delle condizioni preliminari alla sua adesione al trattato di non proliferazione nucleare, che fu firmato il 1º luglio 1968 da USA, Regno Unito e Unione Sovietica. Né la Svizzera, né i paesi dei Balcani, né l'Italia lo ratificarono immediatamente. Il governo svizzero aderì al trattato nel 1969, mentre quelli jugoslavo e rumeno lo ratificarono entro il marzo 1970. I servizi di intelligence occidentali indicarono che, anche dopo la firma del trattato, la Jugoslavia stava ancora sviluppando armi nucleari presso l'istituto di Vinca, situato nelle vicinanze di Belgrado.
In base a questi rapporti il governo italiano decise di adottare le opportune misure per lo sviluppo di un deterrente nucleare indipendente. Nel 1971 la Marina Militare iniziò lo studio, sotto l'egida del G.R.S. (Gruppo di Realizzazione Speciale Interforze) del C.T.S.D., di un missile balistico a medio raggio di produzione nazionale. Tale missile doveva essere imbarcato su sottomarini e grandi unità di superficie.

## Tecnica

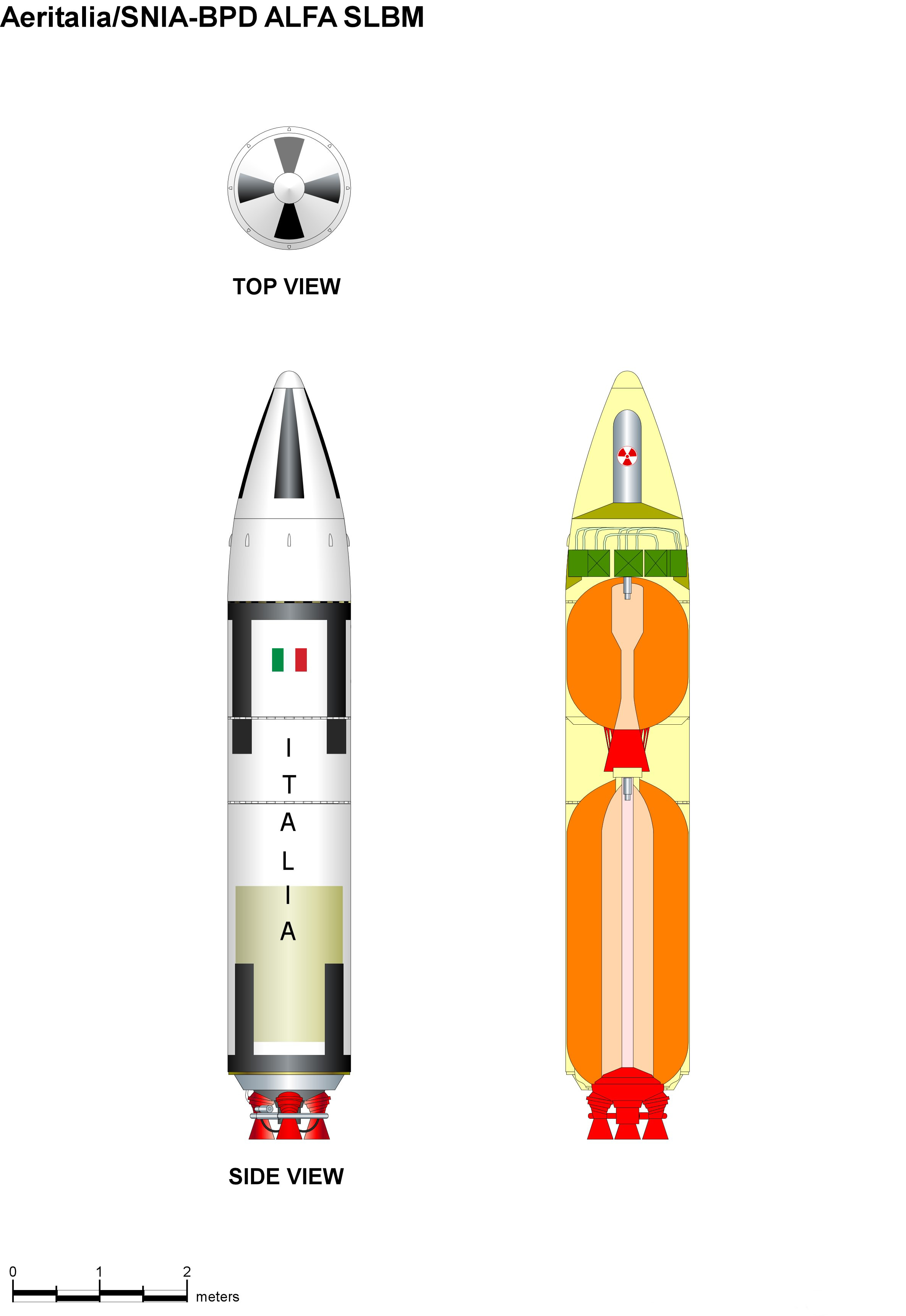
Missile Alfa; visione laterale e in sezione

Il progetto dell'Alfa prevedeva un missile a due stadi a combustibile solido. Per l'impiego imbarcato era previsto il sistema del lancio a freddo, in cui veniva utilizzata la pressione del gas per espellere il missile dal contenitore di lancio. Il primo stadio si accendeva solamente quando il missile era completamente fuori dal contenitore di lancio.
Il primo stadio era lungo 3,845 m, pesava 6 959 kg e utilizzava 6 050 kg di combustibile solido in grani a stella a cinque punte HTPB (composto dal 12% di alluminio, 15% di legante (Binder) e il 73% di perclorato di ammonio) su licenza Rocketdyne. Il motore BPD del primo stadio disponeva di quattro ugelli in fibra di carbonio dotati di giunto cardanico e rivestiti in grafite. Il motore garantiva una spinta al decollo di circa 25 tonnellate (250.00 kN) per 57 secondi. Il secondo stadio pesava 950 kg.
Il missile pesava al lancio 10 695 kg, era lungo 6,50 m, ed era dotato di un'autonomia di circa 1 600 chilometri, che scendeva a 1 000 km con l'installazione di una testata bellica del peso di 1 000 kg. La testata comprendeva un singolo veicolo di rientro dotato di testata termonucleare della potenza di 1 megaton. Il sistema di guida inerziale era fornito dalla francese Sagem, e disponeva di una centrale Type E 38 a giroscopi flottanti.

## Impiego operativo
Alla realizzazione del programma Alfa contribuirono le principali aziende aerospaziali italiane, con capofila l'Aeritalia (strutture e scudo termico), mentre la SNIA-BPD Spazio forniva il motore a razzo, la Sistel l'elettronica di bordo e la Selenia il sistema di controllo e guida da terra. Altre ditte minori incluse nel programma furono la SNIA-Viscosa Laben-Montedel (centrale di tiro), Mupes (rampa di lancio), e la Motofides/Whitehead.
Tra il dicembre 1971 e il luglio 1973 vennero effettuate diverse prove su modelli in scala del propulsore presso lo stabilimento BPD Spazio di Colleferro. 
Il motore del primo stadio fu collaudato undici volte in prove statiche, tra il dicembre 1973 e il gennaio 1975, preso il balipedio "Cottrau" della Marina Militare, sito a La Spezia. Il primo lancio sperimentale del missile, dotato del secondo stadio inerte, avvenne dal poligono di Salto di Quirra (Sardegna) alle 17:00 dell'8 settembre 1975. Il missile raggiunse i 25 km di quota in un minuto, arrivando a 110 km prima di ricadere ad una sessantina di chilometri dal Poligono. Ulteriori due missili sperimentali furono lanciati da Salto di Quirra, il secondo il 23 ottobre 1975, mentre il terzo e ultimo avvenne il 6 aprile 1976. Tutti e tre i lanci furono coronati da successo.
Lo sviluppo del sistema d'arma Alfa, costato ormai la cifra di sei miliardi di lire, fu fermato in questa fase, quando il programma nucleare jugoslavo era ormai in fase di abbandono. Sotto la pressione degli Stati Uniti l'Italia firmò il Trattato di non proliferazione nucleare il 2 maggio 1975, mentre la Svizzera ratificò il trattato e concluse definitivamente il suo programma nucleare nel 1977. 
Il missile Alfa sarebbe stato in grado di trasportare una testata nucleare da una tonnellata ad una distanza di 1 600 km, sufficiente a colpire Mosca e altri obiettivi nella Russia europea con lancio dal Mare Adriatico. Il patrimonio tecnologico del programma confluì nei successivi lanciatori spaziali italiani a propellente solido, tra cui l'Advanced Scout e il progetto Vega.

## Utilizzatori
Italia
- Marina Militare

## Esemplari attualmente esistenti
Un missile Alfa apparentemente completo è attualmente esposto presso la base aerea di Cameri, in Provincia di Novara. Un simulacro si trova esposto all'aperto presso il Museo storico dell'Aeronautica Militare di Vigna di Valle, Roma.
In occasione degli eventi per i 100 anni dell'Aeronautica, un esemplare perfettamente restaurato è stato installato in esposizione statica nei viali del Poligono di Salto di Quirra a Perdasdefogu (Sardegna).

### Annotazioni
1. ↑  Con capacità di arrivare fino a una gittata massima di 4.500 km.
2. ↑  Nel suo libro L'atomica europea Paolo Cacace dichiara che il primo programma nucleare civile italiano (quello delle centrali di Trino Vercellese e Caorso) è un sottoprodotto del progetto comune franco-tedesco-italiano, cominciato sotto l'egida dell'Euratom, di una "Bomba europea", abbandonato per la decisione di de Gaulle di dotare la Francia di un proprio arsenale nucleare.
3. ↑  Entro il 4 maggio 1964 lo Stato maggiore congiunto svizzero aveva emesso un requisito per disporre di 250 armi nucleari, di cui 100 installate su missili, entro il 1980.
4. ↑  L'installazione dei pozzi di lancio e dei sistemi operativi venne curata dal Capitano di vascello Glicerio Azzoni.
5. ↑  Elaborato dal Segretario alla difesa statunitense Robert S. McNamara che prevedeva l'assegnazione alla marine NATO di 100 missili Polaris da installare su 25 navi di superficie.
6. ↑  Fino al termine della carriera operativa della nave i pozzi furono utilizzati come magazzini.
7. ↑  Per il suo utilizzo vennero considerati gli incrociatori Classe Andrea Doria e Vittorio Veneto.
8. ↑  Nel caso specifico del missile Alfa, lo storico Mark Wade fa riferimento all'HTPB (Hydroxyl-Terminated Polybutadiene), nella variante definita come R45M, preferita alla versione commerciale R45HT per valori inferiori di gravità specifica e funzionalità del polimero.
9. ↑  Ogni ugello poteva deflettere un quarto della spinta totale in un angolo massimo di 9,5°.
10. ↑  Secondo Luciano Castro nell'articolo Dossier Alfa, Aerospazio, 1982, pag.20-24, la spinta era pari a 26.356 kg/s per 63 secondi.
11. ↑  Si trattava del propulsore più potente fino ad allora realizzato in Europa.
12. ↑  I lanci di prova avvennero camuffati da uno studio sui propellenti denominato Programma tecnologico diretto allo sviluppo di un carburante solido ad alto potenziale per razzi per applicazioni civili e militari.
13. ↑  Il terzo lancio avvenne alla 15:46, con un ritardo di quattro ore per la presenza in zona di una nave spia sovietica.
14. ↑  Secondo quanto riportato da Luciano Castro in Dossier Alfa, Aerospazio, 1982, pag.20-24, ogni missile costava la cifra di 300 milioni di lire dell'epoca, di cui 200 erano rappresentati dal propulsore.

### Fonti
1. 1 2 3 4 5 6  Alegy 2006, p. 127.
2. 1 2 3 4 5  Alegy 2006, p. 124.
3. 1 2 3 4  Fassari 2014, p. 35.
4. 1 2 3 4  Luciano Castro. Dossier Alfa, Aerospazio, 1982, pag.20-24.
5. ↑   Alfa (archiviato dall'url originale il 22 maggio 2013)., Encyclopedia Astronautica.
6. ↑  De Maria, Orlando 2008, p. 252.
7. 1 2 3 4 5 6 7 8  Alegy 2006, p. 126.
8. ↑  Achille Albonetti Storia segreta della bomba italiana e europea, in Limes, n.2/1998, pag.157-159.
9. 1 2 3 4 5 6 7  De Maria, Orlando 2008, p. 253.
10. 1 2  Cosentino 2013, p. 58.
11. 1 2  Cosentino 2013, p. 57.
12. 1 2 3 4 5 6  Cosentino 2013, p. 60.
13. 1 2  Gianvanni, Paolo. Un ricordo della guerra fredda, JP4 Mensile di Aeronautica, N°1, gennaio 2000.
14. 1 2 3 4 5 6 7 8  Alegy 2006, p. 125.
15. ↑  Moci 2001, pp. 263-265.
16. 1 2 3 4 5 6  Fassari 2014, p. 34.
17. 1 2 3 4 5  Air et Cosmos n.621, 24 aprile 1976, pag.52.
18. 1 2  De Maria, Orlando 2008, p. 254.
19. 1 2 3  Air et Cosmos n.599, 22 novembre 1975, pag.35.
20. ↑  Fassari 2014, p. 32.
21. ↑  Pieno successo del programma Alfa, Quadrante n.16/17, 15 settembre 1975.

### Periodici
- Gregory Alegy, Il PISQ e il rilancio della tecnologia aerospaziale nel secondo dopoguerra, in Rivista Aeronautica, n. 5/6, Roma, Stato Maggiore Aeronautica, 2006,  pp. 100-131.
- Michele Cosentino, Operazioni di “chirurgia navale”. Parte 3ª, in Storia Militare, n. 242, Parma, Ermanno Albertelli Editore, novembre 2006,  pp. 54-63.
- Giuseppe Fassari, Alfa: il missile italiano, in Eserciti nella Storia, n. 82, Parma, Delta Editrice, settembre-ottobre 2014,  pp. 32-35.